# Корнелія Клір
Корнелія Клір (нім. Cornelia Klier, 19 березня 1957) — німецька академічна веслувальниця.
Олімпійська чемпіонка 1980 року в складі розпашної двійки без стернової.
Чемпіонка світу 1977 (вісімки), 1978, 1979 років у складі розпашної двійки без стернової.